# فابیو مازئو
فابیو مازئو (انگلیسی: Fabio Mazzeo؛ زادهٔ ۲۴ ژوئیهٔ ۱۹۸۳) بازیکن فوتبال اهل ایتالیا است.
از باشگاه‌هایی که در آن بازی کرده‌است می‌توان به باشگاه فوتبال سالرنیتانا، باشگاه فوتبال پروجا، باشگاه فوتبال کوزنتسا کالچو، و باشگاه فوتبال فروزینونه اشاره کرد.